# Liste der Fischereikennzeichen im Vereinigten Königreich
Das Fischereikennzeichen ist ein vorgeschriebenes Kennzeichen am Bug von Seefischerschiffen. Das Kennzeichen besteht aus einer Buchstabenfolge, die den Heimathafen bezeichnet, gefolgt von einer Registriernummer.
| Abkürzung | Heimathafen              |
| --------- | ------------------------ |
| A         | Aberdeen                 |
| AA        | Alloa                    |
| AB        | Aberystwyth              |
| AD        | Ardrossan                |
| AH        | Arbroath                 |
| AR        | Ayr                      |
| B         | Belfast                  |
| BA        | Ballantrae               |
| BCK       | Buckie                   |
| BD        | Bideford                 |
| BE        | Barnstaple               |
| BF        | Banff                    |
| BH        | Blyth                    |
| BK        | Berwick-upon-Tweed       |
| BL        | Bristol                  |
| BM        | Brixham                  |
| BN        | Boston                   |
| BO        | Bo’ness                  |
| BR        | Bridgwater               |
| BRD       | Broadford                |
| BS        | Beaumaris                |
| BU        | Burntisland              |
| BW        | Barrow-in-Furness        |
| CA        | Cardigan                 |
| CE        | Coleraine                |
| CF        | Cardiff                  |
| CH        | Chester                  |
| CK        | Colchester               |
| CL        | Carlisle                 |
| CN        | Campbeltown              |
| CO        | Caernarfon               |
| CS        | Cowes                    |
| CT        | Castletown (Isle of Man) |
| CY        | Castlebay                |
| DE        | Dundee                   |
| DH        | Dartmouth                |
| DO        | Douglas                  |
| DR        | Dover                    |
| DS        | Dumfries                 |
| E         | Exeter                   |
| F         | Faversham                |
| FD        | Fleetwood                |
| FE        | Folkestone               |
| FH        | Falmouth                 |
| FR        | Fraserburgh              |
| FY        | Fowey                    |
| GE        | Goole                    |
| GH        | Grangemouth              |
| GK        | Greenock                 |
| GN        | Granton                  |
| GR        | Gloucester               |
| GU        | St. Peter Port           |
| GW        | Glasgow                  |
| GY        | Grimsby                  |
| H         | Hull                     |
| HE        | Hayle                    |
| HH        | Harwich                  |
| HL        | Hartlepool               |
| IE        | Irvine                   |
| IH        | Ipswich                  |
| INS       | Inverness                |
| J         | Saint Helier             |
| K         | Kirkwall                 |
| KY        | Kirkcaldy                |
| LA        | Llanelli                 |
| LH        | Leith                    |
| LI        | Littlehampton            |
| LK        | Lerwick                  |
| LL        | Liverpool                |
| LN        | Kings Lynn               |
| LO        | London                   |
| LR        | Lancaster                |
| LT        | Lowestoft                |
| LY        | Londonderry              |
| M         | Milford Haven            |
| MD        | Carport                  |
| ME        | Montrose                 |
| MER       | Manchester               |
| MH        | Middlesbrough            |
| ML        | Methyl                   |
| MN        | Maldon                   |
| MR        | Manchester               |
| MT        | Maryport                 |
| N         | Newry                    |
| NE        | Newcastle upon Tyne      |
| NN        | Newhaven                 |
| NT        | Newport (Gwent)          |
| OB        | Oban                     |
| P         | Portsmouth               |
| PD        | Peterhead                |
| PE        | Poole                    |
| PEH       | Perth                    |
| PGW       | Port Glasgow             |
| PH        | Plymouth                 |
| PL        | Peel                     |
| PN        | Preston                  |
| PT        | Port Talbot              |
| PW        | Padstow                  |
| PZ        | Penzance                 |
| R         | Ramsgate                 |
| RN        | Runcorn                  |
| RO        | Rothesay                 |
| RR        | Rochester                |
| RX        | Rye                      |
| RY        | Ramsey                   |
| SA        | Swansea                  |
| SC        | Isles of Scilly          |
| SD        | Sunderland               |
| SE        | Salcombe                 |
| SH        | Scarborough              |
| SM        | Shoreham                 |
| SMH       | St Margaret’s Hope       |
| SN        | North Shields            |
| SR        | Stranraer                |
| SS        | St Ives (Cornwall)       |
| SSS       | South Shields            |
| ST        | Stockton-on-Tees         |
| SU        | Southampton              |
| SY        | Stornoway                |
| TH        | Teignmouth               |
| TN        | Troon                    |
| TO        | Truro                    |
| TT        | Tarbert                  |
| UL        | Ullapool                 |
| WA        | Whitehaven               |
| WH        | Weymouth                 |
| WI        | Wisbech                  |
| WK        | Wick                     |
| WN        | Wigtown                  |
| WO        | Workington               |
| WS        | Wells                    |
| WY        | Whitby                   |
| YH        | Yarmouth (Isle of Wight) |